# Sagoma Freycinet

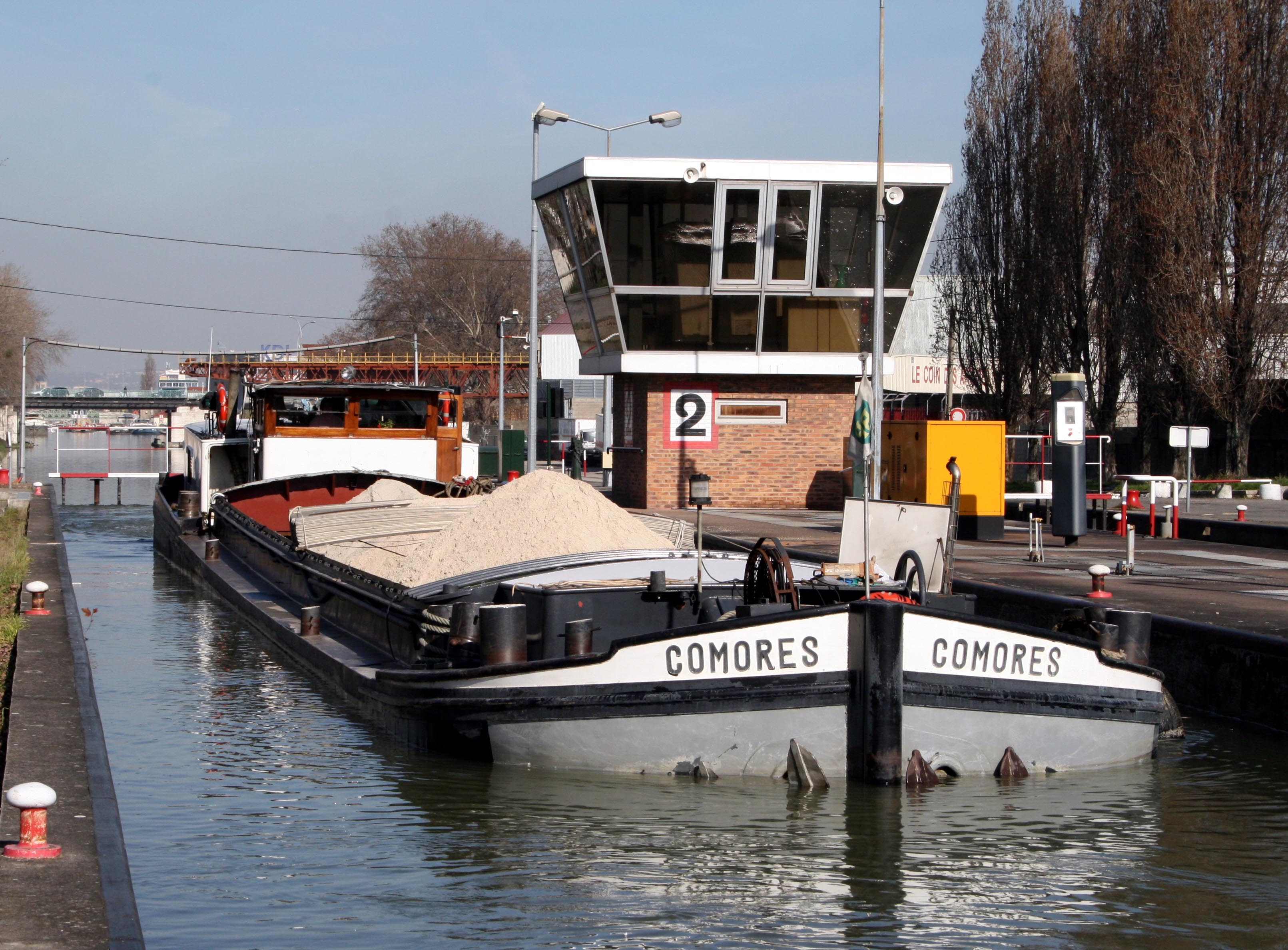
Chiatta sul canale Saint-Denis.

La sagoma Freycinet  (gabarit Freycinet) è una norma europea che disciplina le dimensioni delle chiuse di certi canali, originata da una legge francese del programma di Charles de Freycinet, datata 5 agosto 1879.
Essa portava le dimensioni della "vasca" (o "camera") di chiusa a 39 m di lunghezza per 5,20 m di larghezza, al fine di renderle transitabili a chiatte di 300 o 350 tonnellate di stazza con 1,80/2,20 m di pescaggio. 
Di conseguenza i battelli di sagoma Freycinet non devono superare i 38.5 m su 5.05 m.
Si parla così d'imbarcazioni o di "chiatte Freycinet". A seguito di questa norma furono intrapresi in Francia numerosi lavori alla fine del XIX secolo ed all'inizio del XX per modernizzare i canali e le chiuse ed armonizzare la navigazione fluviale.
La sagoma Freycinet corrisponde oggi alla sagoma europea di classe I. Nel 2001, in Francia, 5800 km di vie fluviali vi si conformavano e vi transitava il 23% del traffico fluviale.